# Az Egyesült Arab Emírségek a 2004. évi nyári olimpiai játékokon
Az Egyesült Arab Emírségek a görögországi Athénban megrendezett 2004. évi nyári olimpiai játékok egyik részt vevő nemzete volt. Az országot az olimpián 3 sportágban 4 sportoló képviselte, akik összesen 1 érmet szereztek.

## Érmesek
| Érem  | Versenyző       | Sportág       | Versenyszám      |
| ----- | --------------- | ------------- | ---------------- |
| Arany | Ahmed el-Maktúm | Sportlövészet | Férfi dupla trap |

## Atlétika
Férfi
| Versenyző              | Versenyszám | Előfutam | Előfutam | Előfutam | Elődöntő | Elődöntő | Elődöntő | Döntő   | Döntő    |
| Versenyző              | Versenyszám | Idő      | Hely.    | Össz.    | Idő      | Hely.    | Össz.    | Idő     | Helyezés |
| ---------------------- | ----------- | -------- | -------- | -------- | -------- | -------- | -------- | ------- | -------- |
| Ali Mohammed el-Balúsi | 800 m       | 1:51,76  | 8.       | 67.      | kiesett  | kiesett  | kiesett  | kiesett | kiesett  |

## Sportlövészet
Férfi
| Versenyző            | Versenyszám | Selejtező | Selejtező | Döntő   | Döntő    |
| Versenyző            | Versenyszám | Pont      | Helyezés  | Pont    | Helyezés |
| -------------------- | ----------- | --------- | --------- | ------- | -------- |
| Ahmed el-Maktúm      | Trap        | 121       | 4.**      | 144     | 4.       |
| Ahmed el-Maktúm      | Dupla trap  | 144       | 1.        | 189     |          |
| Sejh Szaíd el-Maktúm | Skeet       | 114       | 37.*      | kiesett | kiesett  |

* - két másik versenyzővel azonos eredményt ért el

** - három másik versenyzővel azonos eredményt ért el

## Úszás
Férfi
| Versenyző         | Versenyszám | Előfutam | Előfutam | Előfutam | Elődöntő | Elődöntő | Elődöntő | Döntő   | Döntő    |
| Versenyző         | Versenyszám | Idő      | Hely.    | Össz.    | Idő      | Hely.    | Össz.    | Idő     | Helyezés |
| ----------------- | ----------- | -------- | -------- | -------- | -------- | -------- | -------- | ------- | -------- |
| Obajd el-Dzsaszmi | 100 m gyors | 54,17    | 5.       | 58.      | kiesett  | kiesett  | kiesett  | kiesett | kiesett  |